# Зцілення сина царедворця
Зці́лення си́на царедворця́ — це чудесне зцілення Ісусом Христом — сина царедворця яка описується у Біблії Ів. 4:43-54.

## Біблійна історія
Ісус Христос прийшов у Галилею, і галилеяни прийняли його із вірою, через те що багато з них на власні очі бачив дива які творив Ісус у Єрусалимі коли святкували Пасху. Христос прийшов у Кану, де колись перетворив воду на вино. Сюди до нього прийшов царедворець і просив Спасителя прийти до нього і зцілити його сина який був при смерті.
|  | Ісус же промовив до нього: Як знамен тих та чуд не побачите, не ввіруєте! Царедворець говорить до Нього: Піди, Господи, поки не вмерла дитина моя! Промовляє до нього Ісус: Іди, син твій живе! І повірив той слову, що до нього промовив Ісус, і пішов. Ів. 4:48-50 |

Коли ж він ішов у Капернаум то перестріли слуги його. І сказали йому що син твій живе і вже здоровий. Він запитав у своїх слуг: «О котрій годині стало йому краще?». Вони відповіли: «Вчора о сьомій годині покинула його гарячка». Саме в цей час Спаситель сказав йому: «Син твій живий». Царедворець і увесь дім увірували у Ісуса Христа.
З Кани Ісус пішов по містах і селищах Галилеї, для того щоб всюди проповідувати Своє вчення. Коли проповідував, то багато людей зціляв від хвороб та немочей. Чутки про Нього поширилися по всій землі, і звідусіль приводили хворих, розслаблених і біснуватих, і Ісус Христос зціляв їх. Нікому не відмовляв Ісус і тому всі знаходили у Ньому втіху.